# Hypacostemma viridissima
Hypacostemma viridissima är en insektsart som beskrevs av Rauno E. Linnavuori 1961. Hypacostemma viridissima ingår i släktet Hypacostemma och familjen dvärgstritar. Inga underarter finns listade i Catalogue of Life.